# Sarah Zettel
Sarah Zettel (ur. 14 grudnia 1966) – amerykańska autorka powieści science fiction i fantasy, laureatka nagród Dicka i Locusa.

## Nagrody
- W 1997 została wyróżniona Nagrodę Locusa za Debiut Powieściowy, za utwór Reclamation[1].
- W 2009 jej powieść Bitter Angels, wydana pod pseudonimem C.L. Anderson, zdobyła Nagrodę im. Philipa K. Dicka[2].